# Finnische U20-Eishockeynationalmannschaft
Die finnische U20-Eishockeynationalmannschaft vertritt den Eishockeyverband Finnlands im Eishockey in der U20-Junioren-Leistungsstufe bei internationalen Wettbewerben. Sie wurde 1987, 1998, 2014, 2016 und 2019 Weltmeister ihrer Altersklasse.

## Geschichte

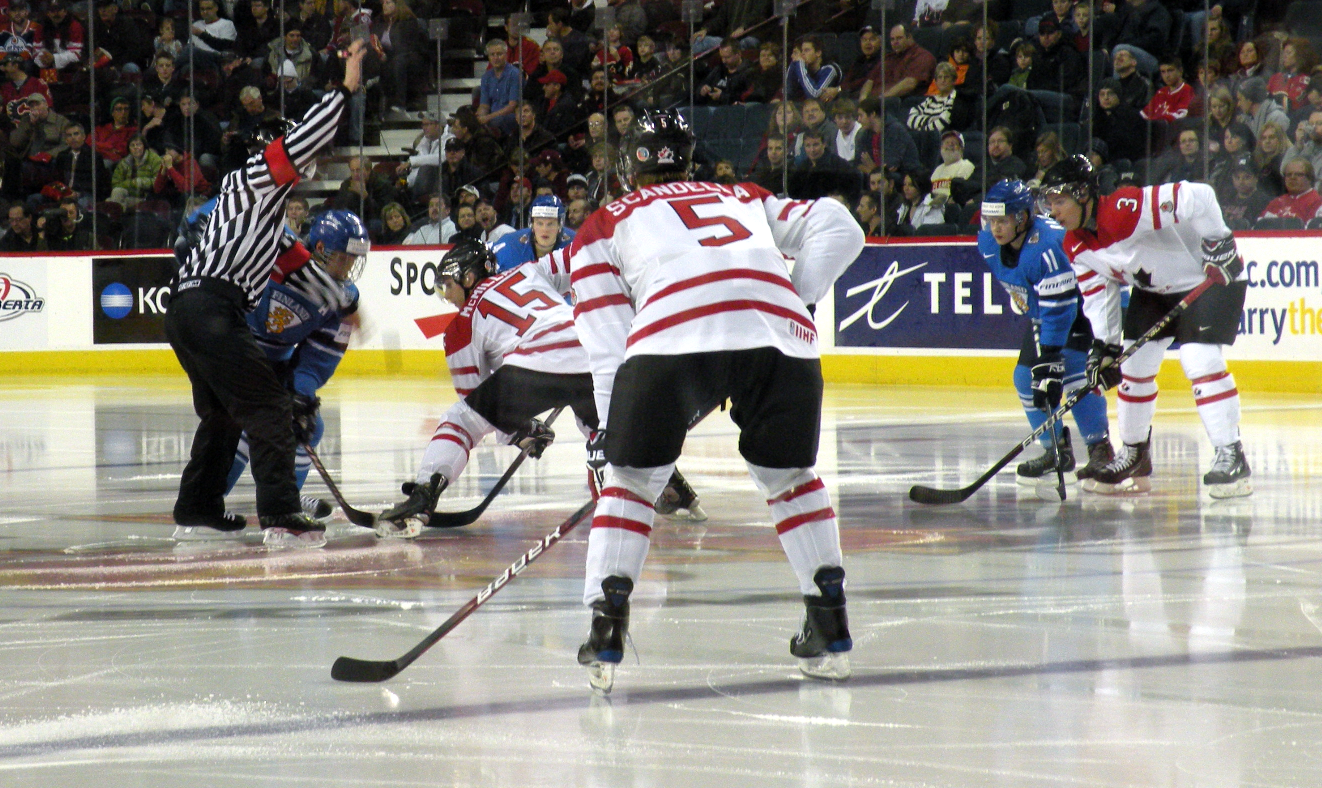
Freundschaftsspiel gegen Kanada 2009

Die finnische U20-Eishockeynationalmannschaft wurde 1974 anlässlich der ersten inoffiziellen Austragung einer Junioren-Weltmeisterschaft gegründet. Bis einschließlich 1998 deckte die U20-Nationalmannschaft den kompletten Juniorenbereich bei den Weltmeisterschaften ab, während die U19-Nationalmannschaft an den Junioren-Europameisterschaften teilnahm. Seit der Einführung der U18-Weltmeisterschaften 1999 vertritt die U20-Nationalmannschaft Finnlands bei Weltmeisterschaften ausschließlich die Leistungsstufe der U20-Junioren.
Die finnische U20-Nationalmannschaft gehört zu den stärksten der Welt und liegt im ewigen Medaillenspiegel im Anschluss an die U20-WM 2016 auf Rang drei mit vier Weltmeistertiteln, vier Silber- und sechs Bronzemedaillen. Seit der ersten inoffiziellen Weltmeisterschaft, bei der hinter der Sowjetauswahl die Silbermedaille gewonnen wurde, spielt die finnische U20 durchgängig in der höchsten Leistungsstufe (zunächst A-Weltmeisterschaft, seit 2001 Top-Division). Auf den ersten Titelgewinn mussten die Skandinavier jedoch bis 1987 warten. Nachdem es bis zu Titel zwei (1998) und drei (2014) jeweils erneut mehr als zehn Jahre dauerte, konnte der vierte Titel bereits weitere zwei Jahre später errungen werden. Bei der Weltmeisterschaft 2017 mussten die Finnen hingegen mit Rang neun ihre bisher schlechteste Platzierung hinnehmen und konnten sich erst in der Abstiegsrunde durch zwei Siege (2:1 und 4:1) gegen Lettland den Klassenerhalt sichern. Diesem Auf und Ab entsprechend errang die Mannschaft bereits im Jahre 2019 ihren fünften Weltmeistertitel.

### Teilnahme an der Mestis
Seit der Saison 2005/06 nimmt die U20-Nationalmannschaft Finnlands zur besseren Vorbereitung auf die internationalen Turnieren am Spielbetrieb der Mestis, der zweithöchsten finnischen Profispielklasse im Eishockey, teil, wobei die Mannschaft weniger Spiele als die regulären Teilnehmer bestreitet und ihre Spiele nicht in die offizielle Wertung eingehen.

## WM-Platzierungen
- 1974 – Silbermedaille
- 1975 – 5. Platz
- 1976 – 4. Platz
- 1977 – 4. Platz
- 1978 – 6. Platz
- 1979 – 4. Platz
- 1980 – Silbermedaille
- 1981 – Silbermedaille
- 1982 – Bronzemedaille
- 1983 – 6. Platz
- 1984 – Silbermedaille
- 1985 – 4. Platz
- 1986 – 6. Platz
- 1987 – Goldmedaille
- 1988 – Bronzemedaille
- 1989 – 6. Platz
- 1990 – 4. Platz
- 1991 – 5. Platz
- 1992 – 4. Platz
- 1993 – 5. Platz
- 1994 – 4. Platz
- 1995 – 4. Platz
- 1996 – 6. Platz
- 1997 – 5. Platz
- 1998 – Goldmedaille
- 1999 – 5. Platz
- 2000 – 7. Platz
- 2001 – Silbermedaille
- 2002 – Bronzemedaille
- 2003 – Bronzemedaille
- 2004 – Bronzemedaille
- 2005 – 5. Platz
- 2006 – Bronzemedaille
- 2007 – 6. Platz
- 2008 – 6. Platz
- 2009 – 7. Platz
- 2010 – 5. Platz
- 2011 – 6. Platz
- 2012 – 4. Platz
- 2013 – 7. Platz
- 2014 – Goldmedaille
- 2015 – 7. Platz
- 2016 – Goldmedaille
- 2017 – 9. Platz
- 2018 – 6. Platz
- 2019 – Goldmedaille
- 2020 – 4. Platz
- 2021 – Bronzemedaille
- 2022 – Silbermedaille
- 2023 – 6. Platz
- 2024 – 4. Platz
- 2025 – Silbermedaille

### Kader der Weltmeisterteams
| Weltmeister 1987 | Marko Allen, Mikko Haapakoski, Markus Ketterer, Teppo Kivelä, Marko Kiuru, Timo Kulonen, Mikko Laaksonen, Jari Laukkanen, Antti Lehtosaari, Jukka Marttila, Petri Matikainen, Janne Ojanen, Jari Parviainen, Kari Rosenberg, Jukka-Pekka Seppo, Jyrki Silius, Pekka Tirkkonen, Antti Tuomenoksa, Sami Wahlsten, Sami Wikström Trainerstab: Hannu Jortikka, Urpo Ylönen |

| Weltmeister 1998 | Timo Ahmaoja, Olli Ahonen, Johannes Alanen, Niklas Bäckström, Toni Dahlman, Teemu Elomo, Niklas Hagman, Olli Jokinen, Tomi Källarsson, Kari Kalto, Niko Kapanen, Marko Kauppinen, Jyrki Louhi, Ilkka Mikkola, Mika Noronen, Pasi Petriläinen, Pasi Puistola, Timo Seikkula, Eero Somervuori, Ari Vallin, Tomasz Valtonen, Timo Vertala Trainer: Hannu Kapanen |

| Weltmeister 2014 | Henrik Haapala, Julius Honka, Ville Husso, Henri Ikonen, Juusu Ikonen, Jann Juvonen, Saku Kinnonen, Rasmus Kulmala, Artturi Lehkonen, Mikko Lehtonen, Ville Leskinen, Esa Lindell, Saku Maenälänen, Aleksi Mustonen, Topi Nättinen, Joni Nikko, Ville Pokka, Otto Rauhala, Rasmus Ristolainen, Juuse Saros, Teuvo Teräväinen, Juuso Vainio, Mikko Vainonen Trainerstab: Karri Kivi, Mikko Haapakoski |

| Weltmeister 2016 | Sebastian Aho, Kasper Björkvist, Roope Hintz, Olli Juolevi, Kaapo Kähkönen, Antti Kalapudas, Kasperi Kapanen, Miro Keskitalo, Patrik Laine, Juho Lammikko, Emil Larmi, Niko Mikkola, Julius Nättinen, Sami Niku, Jesse Puljujärvi, Mikko Rantanen, Sebastian Repo, Aleksi Saarela, Vili Saarijärvi, Miska Sikonen, Eetu Sopanen, Joni Tuulola, Veini Vehviläinen Trainer: Jukka Jalonen |

| Weltmeister 2019 | Teemu Engberg, Ville Heinola, Aleksi Heponiemi, Anttoni Honka, Henri Jokiharju, Kaapo Kakko, Rasmus Kupari, Oskari Laaksonen, Otto Latvala, Lassi Lehtinen, Filip Lindberg, Anton Lundell, Ukko-Pekka Luukkonen, Sami Moilanen, Linus Nyman, Valtteri Puustinen, Aarne Talvitie, Eeli Tolvanen, Toni Utunen, Urho Vaakanainen, Samuli Vainionpää, Santeri Virtanen, Jesse Ylönen Trainer: Jussi Ahokas |